# Porolepiformes
De Porolepiformes zijn een orde van uitgestorven kwastvinnigen (Sarcopterygii) die leefden tijdens het Devoon.

## Kenmerken
Deze relatief grote carnivore zoetwatervissen hadden gespierde vinnen en tevens een tweeledige schedel, hetgeen betekent dat de schedel uit twee scharnierende helften bestond, die een krachtige beet mogelijk maakten. De Porolepiformes hadden een mollig lichaam. Hun borstvinnen waren uitgerekt en bevonden zich vrij hoog op de romp, de buikvinnen waren kort, de staartvin heterocercaal. Oudere vormen hadden dikke, ruitvormige cosmoïde schubben, jongere vormen hadden dunne cycloïde schubben. Het waren relatief grote roofvissen met kleine ogen, twee neusgaten, en ze hadden in hun grote hoektanden een speciaal soort dentine.

## Leefwijze
Deze vissen bejaagden hun prooi waarschijnlijk vanuit een hinderlaag, van waaruit ze plotseling tevoorschijn kwamen en toehapten.

## Indeling
Familie Holoptychiidae Owen, 1860
- † Holoptychius Agassiz, 1843
- † Laccognathus Gross, 1941
- † Glyptolepis Agassiz, 1841
- † Duffichthys Ahlberg, 1992

Familie Porolepidae
- Porolepis Woodward,, 1891